# Amylosporomyces
Amylosporomyces là một chi nấm thuộc họ Stereaceae.